# Halonoproctidae
Halonoproctidae es una familia de arañas migalomorfas, separada de la familia Ctenizidae en 2018. Las especies de la familia están ampliamente distribuidas en América del Norte y Central, Australasia, Asia, el sur de Europa y el norte de África. Se registra una especie de Venezuela en América del Sur. Son arañas relativamente grandes, de colores sombríos, que viven en madrigueras con una especie de trampilla.

## Géneros
En mayo de 2018, el Catálogo mundial de arañas aceptaba los siguientes géneros. La familia se divide en dos subfamilias:
- Halonoproctinae Pocock 1901
  - Bothriocyrtum Simon, 1891
  - Cyclocosmia Ausserer, 1871
  - Hebestatis Simon, 1903
- Ummidiinae Ortiz, 2007 
  - Conothele Thorell, 1878
  - Latouchia Pocock, 1901
  - Ummidia Thorell, 1875

## Distribución
Se han registrado especies de la familia Halonoproctidae en el oeste y este de América del Norte y Central y el Caribe, con una especie, Ummidia asperula, que se encuentra en Venezuela; también en ambos lados del Mediterráneo en el sur de Europa y el noroeste de África; en el este de Asia; y en Australasia.